# Billardiera variifolia
Billardiera variifolia är en tvåhjärtbladig växtart som beskrevs av Dc. Billardiera variifolia ingår i släktet Billardiera och familjen Pittosporaceae. Inga underarter finns listade.